# Dakota County (Minnesota)

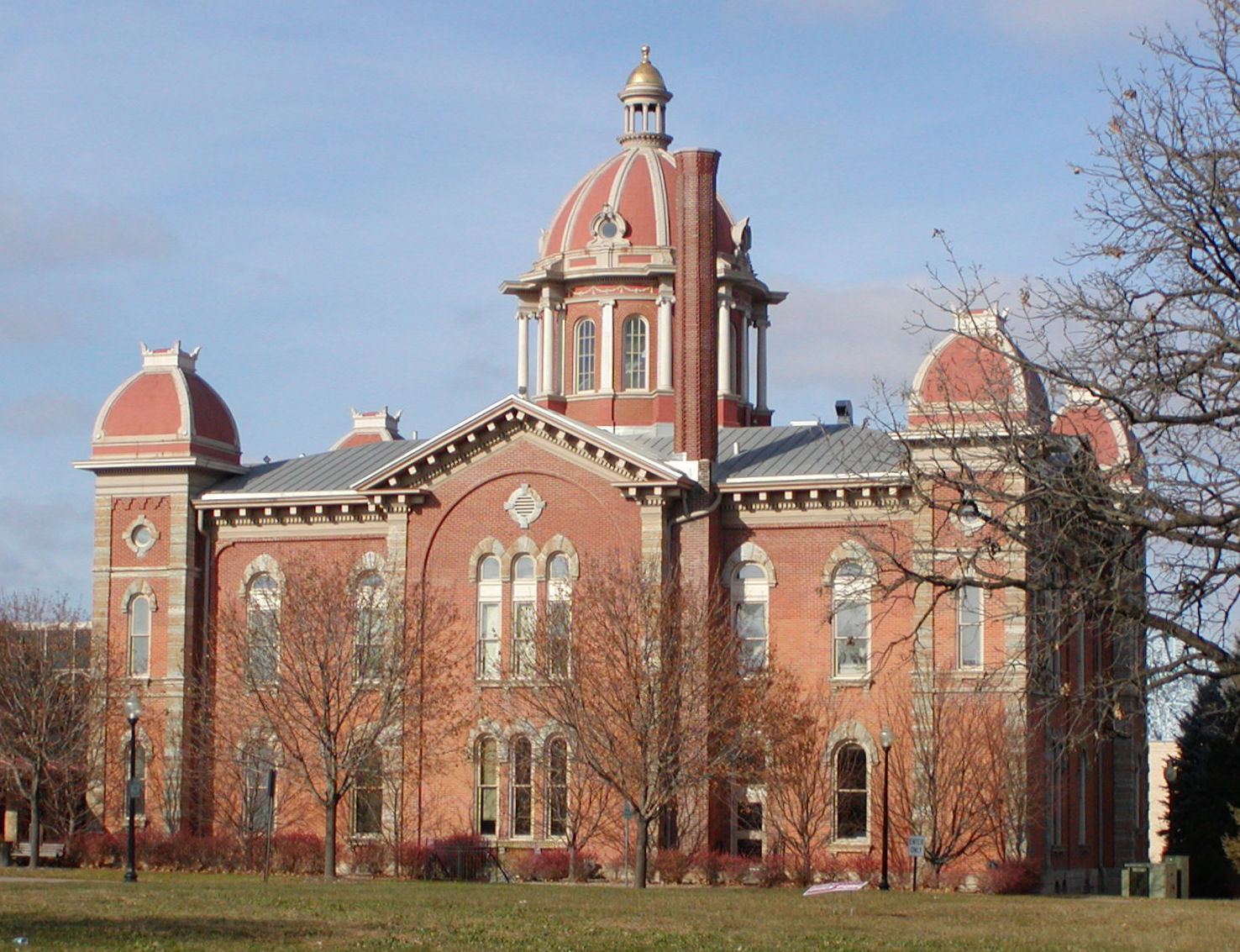
Das frühere Dakota County Courthouse in Hastings, gelistet im NRHP Nr. 78003069

Das Dakota County ist ein County im US-amerikanischen Bundesstaat Minnesota. Im Jahr 2020 hatte das County 439.882 Einwohner und eine Bevölkerungsdichte von 298 Einwohnern pro Quadratkilometer. Der Verwaltungssitz (County Seat) ist Hastings, das nach dem Gouverneur Henry Hastings Sibley benannt wurde.
Das Dakota County bildet den südöstlichen Teil der Metropolregion Minneapolis–Saint Paul.

## Geografie
Das County liegt im Südosten von Minnesota, grenzt im Nordosten an Wisconsin, wobei die Grenze durch den Mississippi gebildet wird. Die Nordgrenze des Dakota Countys wird vom Minnesota River gebildet. Es hat eine Fläche von 1519 Quadratkilometern, wovon 43 Quadratkilometer Wasserfläche sind. An das Dakota County grenzen folgende Nachbarcountys:
| Hennepin County | Ramsey County                               | Washington County         |
| Scott County    | Kompassrose, die auf Nachbargemeinden zeigt | Pierce County (Wisconsin) |
| Rice County     |                                             | Goodhue County            |

## Geschichte
Das Dakota County wurde am 27. Oktober 1849 aus als frei bezeichneten, in Wirklichkeit aber von Indianern besiedeltem, Territorium gebildet. Benannt wurde das County nach den ursprünglich hier siedelnden Dakota.

Ein Ort im Dakota County hat den Status einer National Historic Landmark, das Fort Snelling. 35 Bauwerke und Stätten des Countys sind insgesamt im National Register of Historic Places eingetragen (Stand 28. Januar 2018).

## Demografische Daten

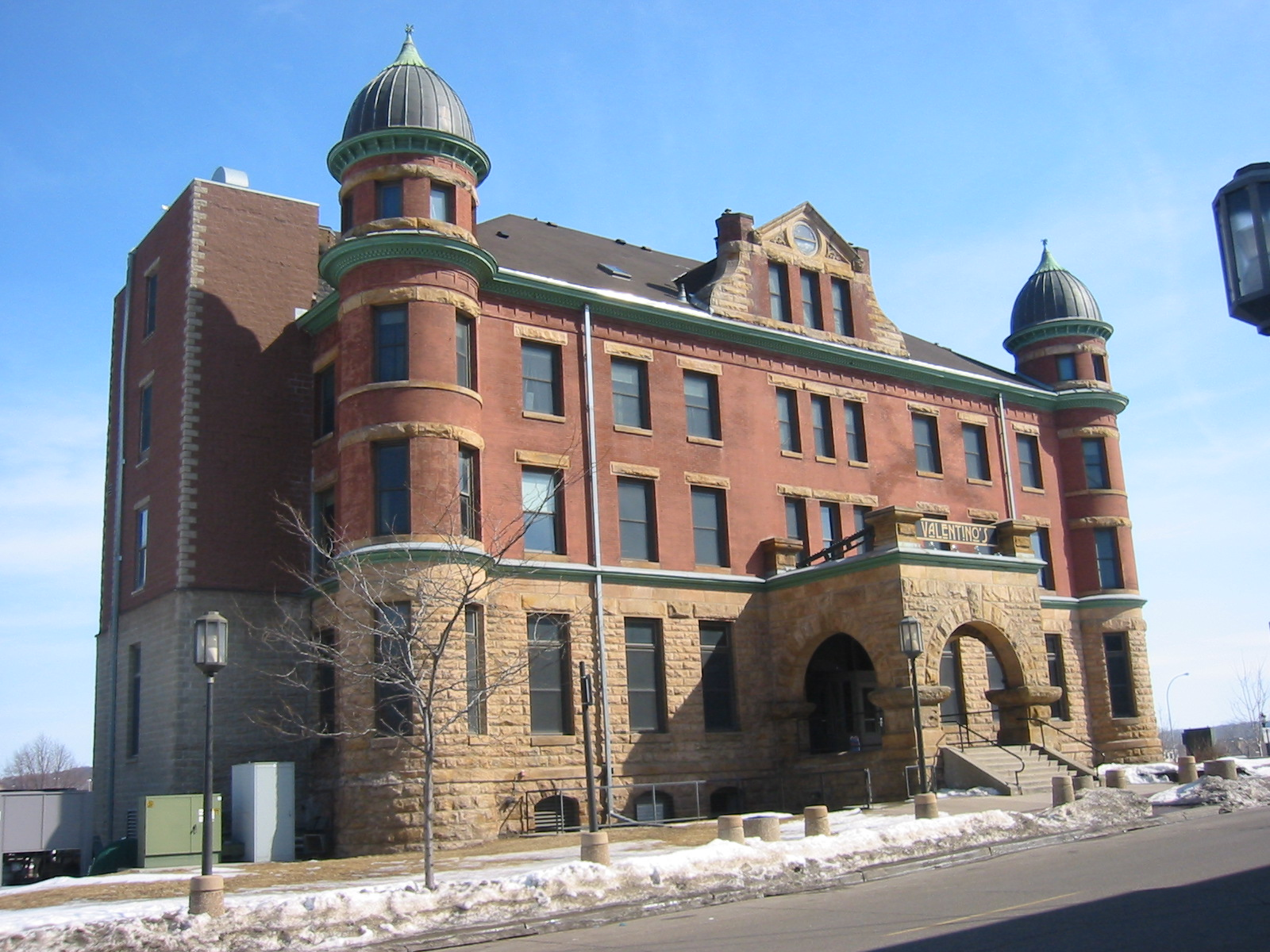
Stockyards Exchange, gelistet im NRHP

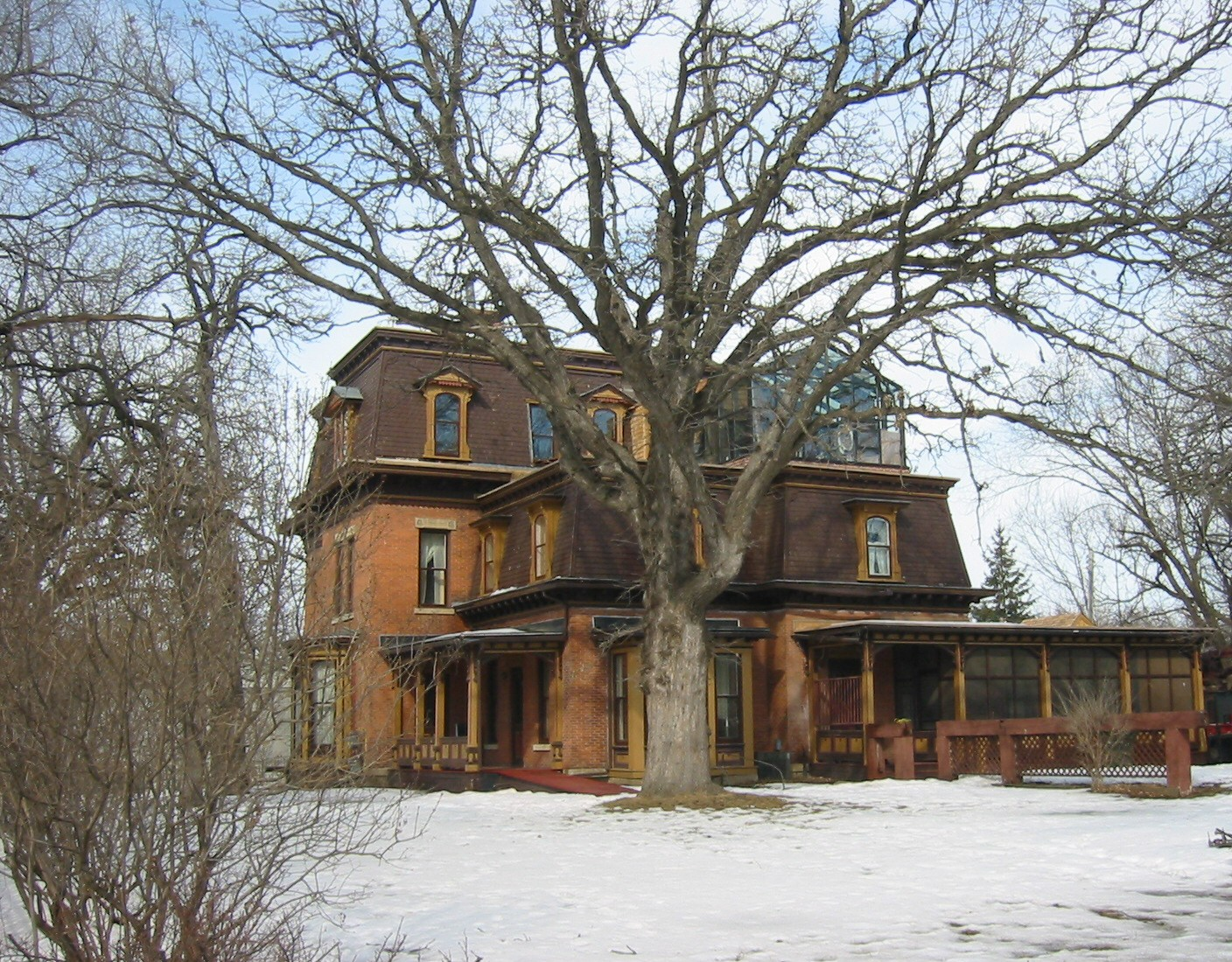
Das Thompson-Fasbender House, gelistet im NRHP

Nach der Volkszählung im Jahr 2010 lebten im Dakota County 398.552 Menschen in 151.719 Haushalten. Die Bevölkerungsdichte betrug 270 Einwohner pro Quadratkilometer. In den 151.719 Haushalten lebten statistisch je 2,6 Personen.
Ethnisch betrachtet setzte sich die Bevölkerung zusammen aus 87,4 Prozent Weißen, 4,9 Prozent Afroamerikanern, 0,5 Prozent amerikanischen Ureinwohnern, 4,6 Prozent Asiaten, 0,1 Prozent Asiaten Polynesiern sowie aus anderen ethnischen Gruppen; 2,5 Prozent stammten von zwei oder mehr Ethnien ab. Unabhängig von der ethnischen Zugehörigkeit waren 6,1 Prozent der Bevölkerung spanischer oder lateinamerikanischer Abstammung.
25,9 Prozent der Bevölkerung waren unter 18 Jahre alt, 63,7 Prozent waren zwischen 18 und 64 und 10,4 Prozent waren 65 Jahre oder älter. 50,9 Prozent der Bevölkerung war weiblich.

Das jährliche Durchschnittseinkommen eines Haushalts lag bei 73.723 USD. Das Pro-Kopf-Einkommen betrug 34.822 USD. 6,0 Prozent der Einwohner lebten unterhalb der Armutsgrenze.

## Ortschaften im Dakota County
Citys
| - Apple Valley - Burnsville - Coates - Eagan - Farmington - Hampton - Hastings 1 | - Inver Grove Heights - Lakeville - Lilydale - Mendota - Mendota Heights - Miesville - New Trier | - Northfield 2 - Randolph - Rosemount - South St. Paul - Sunfish Lake - Vermillion - West St. Paul |

Unincorporated Communities
- Antlers Park
- Castle Rock
- Eureka Center
- Waterford

## Gliederung
Das Dakota County ist neben den 21 Citys in 13 Townships eingeteilt:
| Township             | Einwohner (2010) | FIPS     |
| -------------------- | ---------------- | -------- |
| Castle Rock Township | 1342             | 27-10306 |
| Douglas Township     | 716              | 27-16228 |
| Empire Township      | 2444             | 27-19376 |
| Eureka Township      | 1426             | 27-19871 |
| Greenvale Township   | 803              | 27-25802 |
| Hampton Township     | 903              | 27-26882 |
| Marshan Township     | 1106             | 27-40724 |

| Township            | Einwohner (2010) | FIPS     |
| ------------------- | ---------------- | -------- |
| Nininger Township   | 950              | 27-46330 |
| Randolph Township   | 659              | 27-53116 |
| Ravenna Township    | 2336             | 27-53260 |
| Sciota Township     | 414              | 27-59008 |
| Vermillion Township | 1192             | 27-66820 |
| Waterford Township  | 497              | 27-68530 |
|                     |                  |          |